# Keyser (Virginie-Occidentale)
Pour les articles homonymes, voir De Keyser.
La ville de Keyser est le siège du comté de Mineral, situé dans l’État de Virginie-Occidentale, aux États-Unis. Sa population s’élevait à 5 439 habitants lors du recensement de 2010, estimée à 4 985 habitants en 2018.

## Géographie
D'après le Bureau du recensement des États-Unis, la ville a une superficie de 4,9 km2. Elle est située au point de rencontre entre les monts Allegheny et le Potomac.

## Histoire
Keyser était originellement appelée Paddy Town d'après Patrick McCarty, fils d'un des colons fondateurs. Avec l'arrivée de la Baltimore and Ohio Railroad en 1852, la région s'industrialise, le nom est alors changé en New Creek.
En 1861, la guerre de Sécession atteint la vallée. Deux forts sont construits aux abords de la ville. Du fait de l'importance stratégique de la voie ferrée, elle change 14 fois de possession.
Quand la Virginie-Occidentale devient un État en 1863, des tensions apparaissent entre Piedmont et New Creek pour l'attribution du siège du comté.
En 1874, la localité est incorporée sous le nom de Keyser d'après William Keyser (en), le vice-président de la compagnie ferroviaire.
La Thomas R. Carskadon House (en) et la cour de justice du comté de Minéral (en) sont inscrites au Registre national des lieux historiques.

## Démographie
| Groupe            | Keyser | Virginie-Occidentale | États-Unis |
| ----------------- | ------ | -------------------- | ---------- |
| Blancs            | 88,4   | 93,9                 | 72,4       |
| Noirs             | 8,6    | 3,4                  | 12,6       |
| Métis             | 2,3    | 1,5                  | 2,9        |
| Asiatiques        | 0,4    | 0,7                  | 4,8        |
| Amérindiens       | 0,2    | 0,2                  | 0,9        |
| Autres            | 0,1    | 0,4                  | 6,2        |
| Total             | 100    | 100                  | 100        |
|                   |        |                      |            |
| Latino-Américains | 1,4    | 1,2                  | 16,7       |

## Personnalités nées dans la ville
- Henry Louis Gates, universitaire.
- Walter E. Rollins (en), compositeur.
- Harley Orrin Staggers (en), représentant de la Virginie-Occidentale.